# マリア・ステパノワ
マリア・ステパノワ（ロシア語: Степанова, Мария Александровна、英語: Maria Stepanova、1979年2月23日 - ）は、ロシアの元女子プロバスケットボール選手である。ポジションはセンター。

## 来歴
1994年にサンクトペテルブルクでプロデビュー。CSKAサマラを経て、2008年からUMMCエカテリンブルク所属。1998年から2001年まではWNBAのフェニックス・マーキュリーでもプレーしていた。
ロシア代表としてアテネ・北京の五輪2大会にも出場し、ともに銅メダルを獲得。世界選手権では2度の銀メダルに輝く。
2015年5月引退。